# Sowjetischer Eishockeypokal 1952
Die Saison 1952 war die zweite Austragung des sowjetischen Eishockeypokals. Pokalsieger wurde zum ersten Mal WWS MWO Moskau. Bester Torschütze des Turniers war wie im Vorjahr Wsewolod Bobrow mit 13 Toren.

## Teilnehmer
| Teams der Klass A: | Weitere Teams: |
| --- | --- |
| - Dynamo Leningrad - ODO Leningrad - Spartak Minsk - Dynamo Moskau - Krylja Sowetow Moskau - Spartak Moskau - WWS MWO Moskau - ZDSA Moskau - Daugava Riga - Dynamo Tallinn - Dserschinez Tscheljabinsk | - Lokomotive Charkiw - Chimik Elektrostal - Torpedo Gorki - SKA MWO Kalinin - Spartak Kalinin - Žalgiris Kaunas - Dserschinez Leningrad - Dynamo Moskau II - WWS MWO Moskau II - ODO Nowosibirsk - Gos Uniwersitet Pensa - Lokomotive Riga - WEF Riga - Kalev Tallinn - Spartak Tallinn - Spartak Vilnius |

## Ergebnisse

### Sechzehntelfinale
| Torpedo Gorki             | 4:7  | ODO Leningrad      |
| Dserschinez Leningrad     | 6:7  | Dynamo Tallinn     |
| Kalev Tallinn             | 0:23 | Dynamo Leningrad   |
| Spartak Minsk             | 5:0  | Lokomotive Charkiw |
| Dynamo Moskau II          | 1:3  | SKA MWO Kalinin    |
| Chimik Elektrostal        | 0:9  | WWS MWO Moskau     |
| WEF Riga                  | 4:3* | Lokomotive Riga    |
| ODO Nowosibirsk           | 5:17 | Dynamo Moskau      |
| Dserschinez Tscheljabinsk | 5:3  | WWS MWO Moskau II  |
| Spartak Tallinn           | 2:24 | Daugava Riga       |

### Achtelfinale
| ODO Leningrad             | (W) ** | Zalgiris Kaunas       |
| ZDSA Moskau               | 7:0    | Dynamo Tallinn        |
| Dynamo Leningrad          | 2:11   | Krylja Sowetow Moskau |
| Gosuniversitet Pensa      | (W) ** | Spartak Vilnius       |
| Spartak Minsk             | 3:1    | Spartak Kalinin       |
| WWS MWO Moskau            | 9:3    | Spartak Moskau        |
| WEF Riga                  | 0:13   | Dynamo Moskau         |
| Dserschinez Tscheljabinsk | 2:5    | Daugava Riga          |

### Viertelfinale
| ODO Leningrad         | 1:8  | ZDSA Moskau          |
| Krylja Sowetow Moskau | 21:0 | Gosuniversitet Penza |
| Spartak Minsk         | 0:5  | WWS MWO Moskau       |
| Dynamo Moskau         | 6:0  | Daugava Riga         |

### Halbfinale
| ZDSA Moskau    | 1:4 | Krylja Sowetow Moskau |
| WWS MWO Moskau | 6:1 | Dynamo Moskau         |

### Finale
| WWS MWO Moskau | 6:5 | Krylja Sowetow Moskau |

(Anmerkung: * Spiel wurde wiederholt und mit 3:2 gewonnen  ** Sieg, da der Gegner nicht antrat)

## Pokalsieger
| Pokalsieger WWS MWO Moskau | Torhüter: Grigori Mkrtytschan, Nikolai Putschkow Verteidiger: Igor Gorschkow, Rewold Leonow, Pawel Schiburtowitsch, Alexander Winogradow Angreifer: Jewgeni Babitsch, Wsewolod Bobrow, Pjotr Kotow, Wladimir Nowoschilow, Juri Pantjuchow, Wiktor Schuwalow, Alexander Striganow, Anatoli Wiktorow Spielertrainer: Wsewolod Bobrow |